# Tržić
 Tržić  falu Horvátországban Zágráb megyében. Közigazgatásilag Klinča Selához tartozik.

## Fekvése
Zágráb központjától 23 km-re délnyugatra, községközpontjától 3 km-re északnyugatra fekszik. 

## Története
Régi neve Terzic. A település az okicsi uradalom része volt, egyházilag az okicsi plébániához tartozott és tartozik ma is.
1857-ben 63, 1910-ben 111 lakosa volt. Trianon előtt Zágráb vármegye Jaskai járásához tartozott. 2001-ben a falunak 134  lakosa volt.

## Lakosság
| Lakosság változása | Lakosság változása | Lakosság változása | Lakosság változása | Lakosság változása | Lakosság változása | Lakosság változása | Lakosság változása | Lakosság változása | Lakosság változása | Lakosság változása | Lakosság változása | Lakosság változása | Lakosság változása | Lakosság változása |
| ------------------ | ------------------ | ------------------ | ------------------ | ------------------ | ------------------ | ------------------ | ------------------ | ------------------ | ------------------ | ------------------ | ------------------ | ------------------ | ------------------ | ------------------ |
| 1857               | 1869               | 1880               | 1890               | 1900               | 1910               | 1921               | 1931               | 1948               | 1953               | 1961               | 1971               | 1981               | 1991               | 2001               |
| 63                 | 82                 | 94                 | 111                | 123                | 111                | 142                | 146                | 143                | 147                | 139                | 127                | 121                | 116                | 134                |

## Külső hivatkozások
- Klinča Sela község hivatalos oldala
- Az okicsi Szűz Mária plébánia honlapja